# 1916 (album)
Az 1916 album a brit Motörhead zenekar 1991-ben megjelent, sorrendben kilencedik stúdiólemeze, melyet 1992-ben Grammy-díjra is jelöltek a "Best Metal Performance" kategóriában.

## Története
A Motörhead hosszas jogi huzavona után 1990-re szakított Doug Smith menedzserrel és a GWR kiadóval. Addigra már három év eltelt az utolsó Motörhead stúdióalbum, a Rock 'n' Roll megjelenése óta. Búcsúzóul a GWR kiadta lemezen is a The Birthday Party (1985) koncertvideó hanganyagát, a Motörhead pedig új lemezszerződést kötött a multinacionális Sony Music leányvállalataként működő amerikai WTG/Epic kiadóval. Ezután végre nekiláthattak a következő albumuknak.
Az 1916 címen megjelent albummal elrugaszkodtak a korábbi Motörhead-lemezek megszokott stílusától. A "Love Me Forever" például egy szomorú ballada, ahol Lemmy dallamokat énekel, amit soha korábban, de a "Nightmare/The Dreamtime"-hoz hasonló horrorisztikus, drámai hangvételű vontatott témát sem írtak még azelőtt. A lassú, rekviemszerű címadó dalban, mely az első világháborús somme-i csatának állít emléket, csellókíséret is hallható.
Európa összes zászlóját megtalálod az 1916 borítóján, kivéve Franciaországét. És a lényeg, hogy a címadó dal arról a csatáról szól, amit Franciaországban vívtak! De mit lehet tenni?
A dalok egy másik harmada laza rock and roll, mint az "I'm So Bad (Baby I Don't Care)", a "No Voices in the Sky", a "Going to Brazil" vagy az "Angel City". A "R.A.M.O.N.E.S." című dal pedig tisztelgés az első punk együttes előtt.
A "R.A.M.O.N.E.S." a leggyorsabb (és legrövidebb) dal az albumon, egy lassabb számból indult ki. Aztán egyszer azt mondtam: - Játsszuk egy kicsit gyorsabban -, és pont úgy szólt, mint a Ramones, úgyhogy az így jött létre.
A lemez eredeti producere Ed Stasium volt, akivel mindössze négy dalt vettek fel azután mennie kellett, mert a keverésnél a zenekar beleegyezése nélkül módosított a felvételeken. Stasium elmondása szerint ő lépett le, mert nem bírta tovább Lemmy drogozását és alkoholizálását. Mindenesetre az album végső változatára a "Going to Brazil", a "No Voices in the Sky" és a "Love Me Forever" dalok kerültek fel ebből az időszakból. A munkát Peter Solley-el folytatták, aki a zenekarvezető Lemmy szerint "óriási volt".
Az album a 24. helyig jutott Angliában, míg Amerikában a Billboard 200 lemezeladási listán 142. lett, az addigi legjobb eredménnyel. 1992-ben Grammy-díjra is jelölték a Legjobb Metal Produkció (Best Metal Performance) kategóriában, amit végül a Metallica nyert meg a Fekete Albummal.
A lemezbemutató turné európai szakaszán egy forgatócsoport öt napig dolgozott a Motörhead mellett és az akkor rögzített anyagból készült az Everything Louder than Everything Else koncertvideó.

## Az album dalai
1. "The One to Sing the Blues" (Lemmy, Würzel, Campbell, Taylor) – 3:07
2. "I'm So Bad (Baby I Don't Care)" (Lemmy, Würzel, Campbell, Taylor) – 3:13
3. "No Voices in the Sky" (Lemmy, Würzel, Campbell, Taylor) – 4:12
4. "Going to Brazil" (Lemmy, Würzel, Campbell, Taylor) – 2:30
5. "Nightmare/The Dreamtime" (Lemmy, Würzel, Campbell, Taylor) – 4:40
6. "Love Me Forever" (Lemmy, Würzel, Campbell, Taylor) – 5:27
7. "Angel City" (Lemmy) – 3:57
8. "Make My Day" (Lemmy, Würzel, Campbell, Taylor) – 4:24
9. "R.A.M.O.N.E.S." (Lemmy, Würzel, Campbell, Taylor) – 1:26
10. "Shut You Down" (Lemmy, Würzel, Campbell, Taylor) – 2:41
11. "1916" (Lemmy) – 3:44

## Közreműködők
- Ian 'Lemmy' Kilmister – basszusgitár, ének
- Phil Campbell – gitár, háttérvokál
- Mike 'Würzel' Burston – gitár, háttérvokál
- Phil 'Philthy Animal' Taylor – dobok
- James Hoskin – cselló az "1916" dalban